# Bohren & der Club of Gore

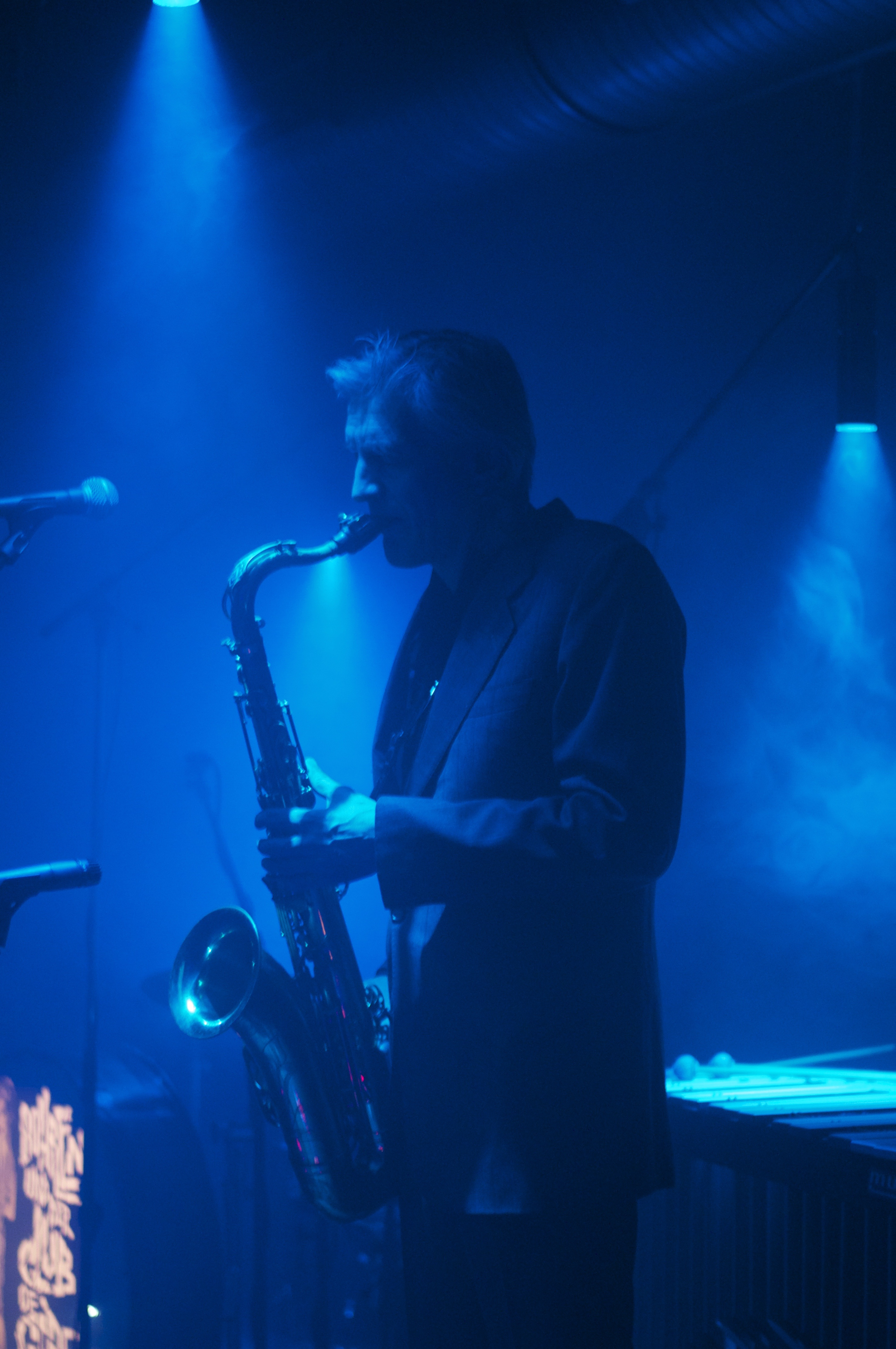
Christoph Clöser avec Bohren & der Club of Gore en 2014.

Bohren & der Club of Gore est un groupe allemand de jazz/ambient fondé en Rhénanie-du-Nord-Westphalie en 1992.

## Biographie
Thorsten Benning, Morten Gass, Robin Rodenberg et Reiner Henseleit commencent à jouer ensemble à Mülheim an der Ruhr en 1988. Ils forment plusieurs groupes qui jouent diverses variantes de metal. En 1992, ils fondent Bohren & der Club of Gore, changeant radicalement de style pour se tourner vers un mélange original qu'ils qualifient eux-mêmes de « doom-ridden Jazz music »,.
Ils enregistrent en 1994 leur premier album, Gore Motel. À partir de leur deuxième album sorti en 1995, Midnight Radio, toute trace de son métal disparaît de leur musique et le groupe adopte un style à la fois minimaliste et atmosphérique, proche de l'ambient. En 1997 le groupe se sépare de son guitariste Reiner Henseleit et intègre le saxophoniste Christoph Clöser. Son instrument est largement mis à contribution sur les deux albums suivants : Sunset Mission (2000) et Black Earth (2002).
À partir de 2005 (avec Geisterfaust ainsi que ses successeurs), Bohren & Der Club Of Gore délaisse progressivement la noirceur au profit d'une musique plus douce, bien que toujours aussi atmosphérique. L'album Beileid, paru en 2011, est l'occasion pour le groupe de collaborer avec le chanteur Mike Patton, celui-ci chante sur le titre "Catch My Heart" (une reprise du groupe heavy-metal allemand Warlock).
Bohren & Der Club Of Gore donne régulièrement des concerts, durant ceux-ci le groupe joue dans l'obscurité quasi totale.
Le groupe devient une référence dans le domaine du doom-jazz et est décrit comme jouant de la musique supper-club jazz en référence aux restaurants de culture underground dans lesquels le jazz est joué en Angleterre.

## Membres
- Christoph Clöser – saxophone, piano Rhodes, vibraphone (depuis 1997)
- Morten Gass – orgue, syntétiseur, mellotron, piano Rhodes
- Robin Rodenberg – contrebasse

### Anciens Membres
- Reiner Henseleit – guitare électrique (jusqu'en 1996)
- Thorsten Benning – batterie (jusqu'en 2015)

## Discographie
Après une première démo en 1993 (Luder, Samba und Tavernen), suivi par le EP Bohren & der Club of Gore, le groupe a sorti huit albums et deux EP.

### Albums
- Gore Motel (1994)
- Midnight Radio (1995)
- Sunset Mission (2000)
- Black Earth (2002)
- Geisterfaust (2005)
- Dolores (2008)
- Piano Nights (2014)
- Patchouli Blue (2020)

### EPs
- Bohren & der Club of Gore (1994)
- Schwarzer Sabbat Für Dean Martin (1994)
- Beileid (2011)

### Demos
- Luder, Samba und Tavernen (1993)

### Singles
- Mitleid Lady (2009)

### Compilations
- Bohren For Beginners (2016)